# 공적분
공적분(Cointegration)은 여러 시계열 변수 사이의 통계적 성질을 나타내는 용어이다. 안정 상태의 시계열을 얻기 위해 필요한 차분 횟수를 적분 차수(Order of integration)이라고 하는데, 시계열의 적분 차수가 모두 d일때, 시계열의 선형 결합의 적분 차수가 d보다 작을 때 시계열 사이에 공적분 관계가 존재한다고 한다.

## 역사
1926년 우드니 율이 허구적 회귀 문제라는 개념을 처음으로 도입하여 분석하였다. 1980년대 이전에는 경제학자가 주로 불안정적인 시계열 자료를 이용하여 선형 회귀 모형을 추정하였으나 클라이브 그레인저와 폴 뉴볼드가 이 경우 허구적 회귀 문제를 야기할 수 있다는 것을 보였다. 그레인저와 로버트 엥글의 1987년 논문에서 공적분 벡터를 통한 접근으로 공적분이라는 개념을 공식화하였다.

## 허구적 회귀 문제

아무런 관계가 없는 확률보행 과정 시계열과 산점도의 모양

시계열 자료가 불안정적인 경우 두 시계열 변수 사이에 아무런 관계가 없다고 하더라도 산점도에서 볼 때는 상관관계가 있는 것처럼 나타날 수 있다. 오른쪽 그림의 두 시계열은 서로 아무런 관련성 없이 AR(1) 확률보행 과정을 통해 생성되었으나 산점도를 보면 양의 상관관계가 있는 것처럼 보인다. 오른쪽 그림의 두 시계열은 다음과 같은 방법으로 생성되었다.
{\displaystyle {\begin{matrix}X_{t}&=&X_{t-1}+u_{t}.&u_{t}\sim N(0,10^{2})\\Y_{t}&=&Y_{t-1}+v_{t}.&v_{t}\sim N(0,10^{2})\end{matrix}}}
두 시계열이 서로 아무런 관련성이 없는데도 회귀 모형을 추정하면 유의미한 관계가 있는 것처럼 나타나는 것을 허구적 회귀(spurious regression)이라 한다.:447-448 확률보행 과정을 따르는 시계열 또는 적분된 시계열의 수준을 분석하는 경우에는 두 시계열이 아무런 관계가 없음에도 불구하고 통계적으로 유의하다는 결론을 낼 확률이 상당히 높게 나타나는 문제가 발생한다.

## 공적분 관계
시계열을 {\displaystyle d}회 차분하여 안정 상태가 될 때 {\displaystyle d}를 적분 차수라고 하며, {\displaystyle \operatorname {I} (d)}라 표기한다. {\displaystyle y_{t}\sim \operatorname {I} (1)}이고 {\displaystyle x_{t}\sim \operatorname {I} (1)}이면 두 시계열의 선형 결합은 적분 차수가 1이 되는 게 일반적이지만, {\displaystyle y_{t}-\beta x_{t}\sim \operatorname {I} (0)}이 되는 특별한 예외가 존재하는데 이 경우 두 시계열이 공적분되었다고 한다.:454
이를 일반화하여 시계열 변수를 모은 벡터를 {\displaystyle \mathbf {x} }라 할 때, {\displaystyle \mathbf {x} }의 성분이 되는 모든 시계열 변수가 {\displaystyle \operatorname {I} (d)}이고, {\displaystyle b>0}에 대해 시계열 변수의 선형 결합 {\displaystyle \mathbf {ax} \sim \operatorname {I} (d-b)}일 때,  {\displaystyle \mathbf {x} }의 성분이 되는 시계열은 공적분되었다고 하며, 시계열을 공적분되게 하는 벡터 {\displaystyle \mathbf {a} }를 공적분 벡터라고 한다. 예를 들어 {\displaystyle y_{t}\sim \operatorname {I} (1)}, {\displaystyle x_{t}\sim \operatorname {I} (1)}이고 {\displaystyle y_{t}-\beta x_{t}\sim \operatorname {I} (0)}이 될 때 두 시계열의 공적분 벡터는 {\displaystyle \mathbf {a} ={\begin{bmatrix}1&-\beta \end{bmatrix}}}가 된다.
공적분 관계는 취객과 그의 개 사이의 목줄에 비유하여 설명하기도 한다.

## 공적분 검정
공적분 관계를 검정할 때 다음 3가지 방법이 주로 사용된다.

### Engle-Granger 2단계 방법
{\displaystyle x_{t}}와 {\displaystyle y_{t}}가 불안정적이며 모두 {\displaystyle \operatorname {I} (1)}일 때 이 두 시계열의 선형 결합은 안정적이어야 한다.
{\displaystyle y_{t}-\beta x_{t}=u_{t}\,}
위 식에서 {\displaystyle u_{t}}은 안정적이다.
만약 {\displaystyle \beta }를 알고 있다면 디키-풀러 검정, 필립스-페론 검정을 시행하여 안정성을 검정할 수 있다. 만약 {\displaystyle \beta }를 모를 때는 회귀식을 먼저 추정한 후 추정된 잔차 {\displaystyle {\hat {u}}_{t}}를 기반으로 안정성에 대한 검정을 시행한다.
두 번째 회귀식은 잔차의 차분 {\displaystyle \Delta {\hat {u}}_{t}}을 설명변수로 1기 전의 잔차 {\displaystyle {\hat {u}}_{t-1}}을 포함하여 추정하는 방법으로 검정을 시행한다.

### 요한센 검정
요한센 검정은 하나 이상의 공적분 관계가 존재하는 경우에 검정을 할 수 있는 방법이다. 그러나 이 검정은 점근적 성질을 가지고 있어 대표본에서 적합하다. 표본이 너무 적은 경우에는 검정 결과를 신뢰할 수 없으며 이 경우에는 ARDL 방법을 이용하여야 한다.

### Phillips–Ouliaris 공적분 검정
Phillips와 Ouliaris (1990)는 잔차 기반 단위근 검정이 공적분되지 않는다는 귀무가설 하에 통상적인 디키-풀러 분포를 따르지 않는다는 것을 보였다. 귀무가설의 허구적 회귀 문제로 인해, 이 검정에서의 분포는 결정적 추세항과 공적분 관계를 검정한 변수의 수에 의존하는 점근적 분포를 따르게 된다. Phillips–Ouliaris 분포의 임계값이 따로 마련되어 있다.

## 같이 보기
- 정상 과정
- 허위 상관
- 오차수정모형